# 鈴木雅之 FUNKY BROADWAY
鈴木雅之 FUNKY・BROADWAY（すずきまさゆき ファンキー・ブロードウェイ）はNACK5のラジオ番組。

## 番組概要
ラブソングの王様として知られる鈴木雅之が送る、ファンキーでラグジュアリーな30分。
グループ時代からソロに至るまで鈴木自身の楽曲や鈴木が選曲したナンバー、多彩なゲストを迎えてのトークの他に、月に一度桑野信義や武内享の3人でのマンスリースペシャルを放送。
番組開始当初の放送日時は毎週日曜20:30 - 21:00であったが、2010年7月4日から同22:00 - 22:30へ移動。
2017年4月から2021年3月まで岡山県のRSK山陽放送（RSKラジオ）へネットされていた。

## パーソナリティ
- 鈴木雅之

### マンスリースペシャル
- 桑野信義
- 武内享

## 放送時間・ネット局
2021年4月現在。
| 放送対象地域 | 放送局                          | 系列   | 放送時間               | 放送期間       | 備考   |
| ------------ | ------------------------------- | ------ | ---------------------- | -------------- | ------ |
| 埼玉県       | エフエムナックファイブ（NACK5） | 独立局 | 毎週日曜 22:00 - 22:30 | 2010年1月3日 - | 制作局 |